# Thomas Clausen (Musiker)

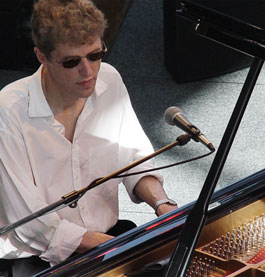
Thomas Clausen

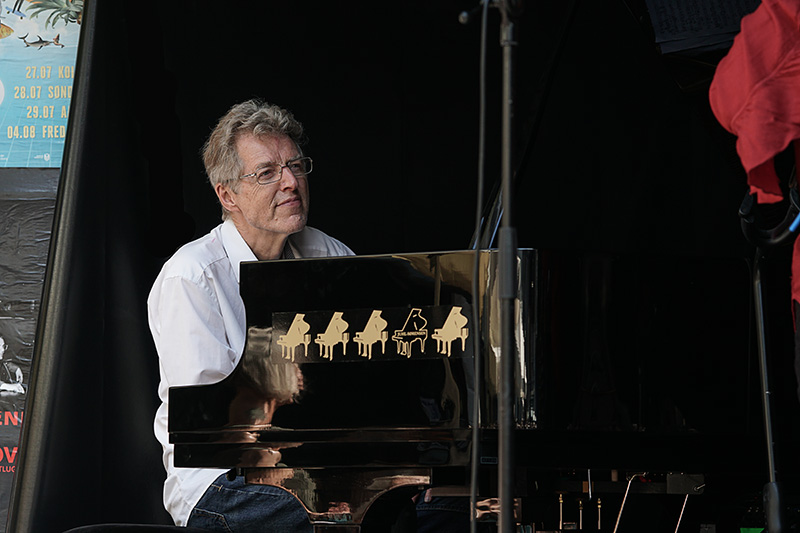
Thomas Clausen
Copenhagen Jazz Festival 2018

Thomas Clausen (* 5. Oktober 1949 in Kopenhagen) ist ein dänischer Jazzmusiker (Pianist, Keyboarder, Komponist, Arrangeur).

## Leben und Wirken
Thomas Clausen studierte an der Kopenhagener Musikakademie und wurde in der dänischen Jazzszene Mitte der 1970er Jahre bekannt durch seine Mitwirkung an Aufnahmen mit in Dänemark weilenden US-Amerikanern wie Jackie McLean/Gary Bartz (1973), Dexter Gordon (More Than You Know, 1975), Eddie Lockjaw Davis (Swingin' till the Girls Come Home, 1976), und Frank Rosolino/Bo Stief (Frank Talks, 1978).
Clausen arbeitete in den 1980er Jahren mit dem Bassisten Chris Minh Doky, dem Trompeter Jens Winther, Lars Møller und weiteren Musikern der dänischen Jazzszene. 1982 spielte er in der WDR Big Band Köln unter der Leitung von Jiggs Whigham, 1984 in Peter Herbolzheimers Rhythm Combination & Brass. 1985 wirkte er als Mitglied der Danish Radio Big Band an der Produktion des Albums Aura von Palle Mikkelborg und Miles Davis mit. 1988 spielte er auf Tomas Francks erstem Album Bewitched und im Quartett von Allan Botschinsky (The Night).
1989 nahm Clausen auf M.A. Music ein erstes Solo-Album (Piano Music) sowie ein Trio-Album mit Mads Vinding und Alex Riel auf. 1991 begleitete er mit seinem Trio den Vibraphonisten Gary Burton auf dessen Album Cafe Noir, 1994 den Posaunisten Bob Brookmeyer (Old Friends); außerdem entstand ein weiteres Aufsehen erregendes Trioalbum mit Vinding und Riel (Psalm) für das Label Storyville. In diesem Jahr wirkte er zudem an Karsten Houmarks Album Four mit und spielte mit seiner Formation The Jazz Participants (aus Tomas Franck und Niels-Henning Ørsted Pedersen) mit dem Jazz-Veteranen Roy Haynes.
1996 kooperierte er mit Jesper Thilo (Jesper Thilo/Ann Farholt Meets Thomas Clausen). 1997 spielte er im Duo mit dem Vibraphonisten Severi Pyysalo das Duo-Album Turn Out the Stars ein und nahm mit brasilianischen Musikern das Album Follow the Sun auf, dem er in gleicher Besetzung 2000 das Album Prelude to a Kiss folgen ließ. 2001 arbeitete er mit Tim Berne und dänischen Musikern (Open, Coma). Außerdem wirkte er 1997/99 im Kopenhagen Art Ensemble mit Marilyn Mazur. Des Weiteren arbeitete Clausen mit Jesper Lundgaard, Andrea Marcelli, Simon Spang-Hanssen, Dalia Faitelson und Hans Ulrik.

## Preise und Auszeichnungen
Clausen erhielt 1989 den Ben Webster Prize und 1990 den JASA-Prize. Weiterhin wurde ihm der Fanfare Prize (1992) und der Komponistenpreis der Danish Society for Jazz, Rock and Folk Composers zuerkannt.

## Diskographische Hinweise
- She Touched Me (M.A Music, 1989, mit Mads Vinding, Alex Riel)
- Flowers and Trees (M.A Music, 1991, mit Gary Burton)
- Psalm (Storyville, 1994, mit Mads Vinding, Alex Riel)
- Thomas Clausen & Severi Pyysalo: Turn Out the Stars (Storyville, 1997)
- Prelude to a Kiss (Stunt, 2000)
- My Favourite Things (Stunt, 2003, mit Jesper Lundgaard, Peter Danemo)
- Balacobaco (Stunt, 2005)
- Carlos Malta & Thomas Clausen: Dreamland (2017)
- Thomas Clausen Trio: Back 2 Basics (Stunt 2021, mit Thomas Fonnesbæk, Karsten Bagge)[2]